# Scandiobabingtonite
La scandiobabingtonite è un minerale.

## Etimologia
Il nome deriva dalla composizione chimica: è una babingtonite ricca di scandio.